# Blauhand
Blauhand ist ein Ortsteil der Gemeinde Bockhorn im Landkreis Friesland in Niedersachsen.

## Lage
Blauhand liegt direkt an der Autobahnabfahrt Zetel/Blauhand der Bundesautobahn 29.

## Geschichte
Der Ort Blauhand wurde erstmals um 1650 im Zusammenhang mit der Wohnstätte eines Siedlers am Ellenser Damm erwähnt, die „in der Blawenhant“ lag. Weitere Siedler vergrößerten die Ortschaft. Auf einer Karte aus dem Jahr 1761 ist der Ort dann erstmals verzeichnet.
Von 1658 bis 1659 wurde das außendeichs gelegene Vorland bei Blauhand durch einen 2485 Meter langen Deich eingedeicht. Der neu gewonnene Groden war 118 Hektar groß und erhielt den Namen Blauhander Groden.
Während des Ersten Weltkrieges entstand von 1915 bis 1916 das Fort Blauhand als Vorposten der Festung Wilhelmshaven. Es wurde jedoch nach dem Ende des Ersten Weltkrieges nicht weiter militärisch genutzt.
Ab Mitte Oktober 1939 wurde das Fort als Standort für die landgestützte Flugabwehr der Deutschen Kriegsmarine hergerichtet. Zunächst entstand die schwere Flak-Batterie Blauhand mit vier 8,8-cm-Flakgeschützen um die bestehende Einrichtung des ehemaligen Forts. Ende 1940 erweiterte man den Standort um eine neue Batterie für vier 10,5-cm-Flakgeschütze. Dazu baute man nördlich des Forts vier Geschützhochbunker, ein Kantinengebäude, einen Maschinenbunker, einen Leitstand sowie einen Munitionsbunker, der sich aus Sicherheitsgründen rund 200 Meter nördlich der Batterie befand. Die neue Einrichtung war Anfang 1942 einsatzbereit. 1952 erfolgte der Abbruch der Einrichtung.